# Namibisch-portugiesische Beziehungen
Die namibisch-portugiesischen Beziehungen umfassen das zwischenstaatliche Verhältnis zwischen Namibia und Portugal. Die Länder unterhalten seit 1991 direkte diplomatische Beziehungen.
Das Verhältnis gilt als sehr gut und wird durch ihre historisch-politischen Beziehungen und die portugiesischstämmige Gemeinde in Namibia bestimmt. Beide Länder arbeiten heute in internationalen Organisationen zusammen, darunter die Gemeinschaft der Portugiesischsprachigen Länder, in der Namibia seit 2014 Beobachterstatus hat. Die Beziehungen Namibias zur EU, in der Portugal seit 1986 Mitglied ist, haben ebenfalls Bedeutung. Die Länder verbindet auch der außenpolitische Ansatz, international keine Feinde und nur Freunde zu haben. Namibia ist zudem bei portugiesischen Touristen als Ziel für Natur- und Abenteuerreisende bekannt. Der portugiesische Reisejournalist Gonçalo Cadilhe berichtete mehrfach in seinen Büchern und Fernsehbeiträgen über Namibia als beeindruckendes Reiseland, das er zu seinen besonderen Favoriten zählt. Der bilaterale Handel dagegen befindet sich noch auf einem niedrigen Niveau, wenn auch wachsend.
Im Jahr 2021 waren 36 namibische Staatsangehörige in Portugal gemeldet. Im Jahr 2019 lebten 447 Portugiesen in Namibia, die Zahl portugiesischstämmiger Bürger in Namibia insgesamt ist jedoch deutlich größer. Nach den Buren (ca. 90.000) und Deutschen (ca. 22.000) sind Portugiesen mit etwa 5.000 die drittgrößte weiße Bevölkerungsgruppe Namibias.
Bis zur namibischen Unabhängigkeit 1990 wurden die offiziellen Beziehungen durch die portugiesisch-südafrikanischen Beziehungen geprägt. Zu den bis heute sichtbarsten Spuren dieser Beziehungen zwischen dem damals südafrikanisch besetzten Namibia und dem benachbarten, damals portugiesischen Angola zählen die Projekte des gemeinsamen Kunene-Projekt, insbesondere das namibische Ruacana-Wasserkraftwerk (siehe auch Angolanisch-namibische Beziehungen).

## Geschichte

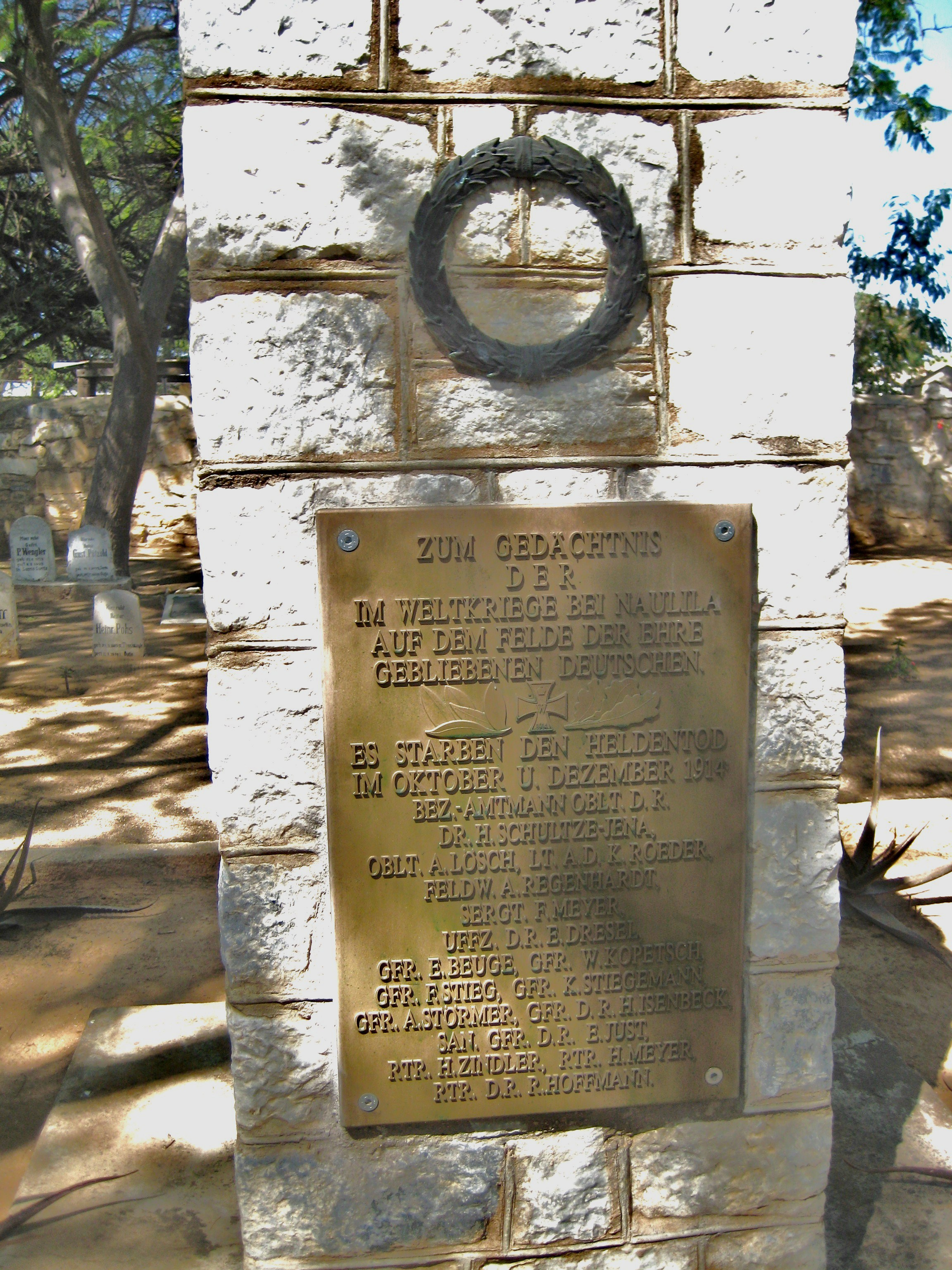
Lokale deutsche Gedenktafel zum Kampf um Naulila

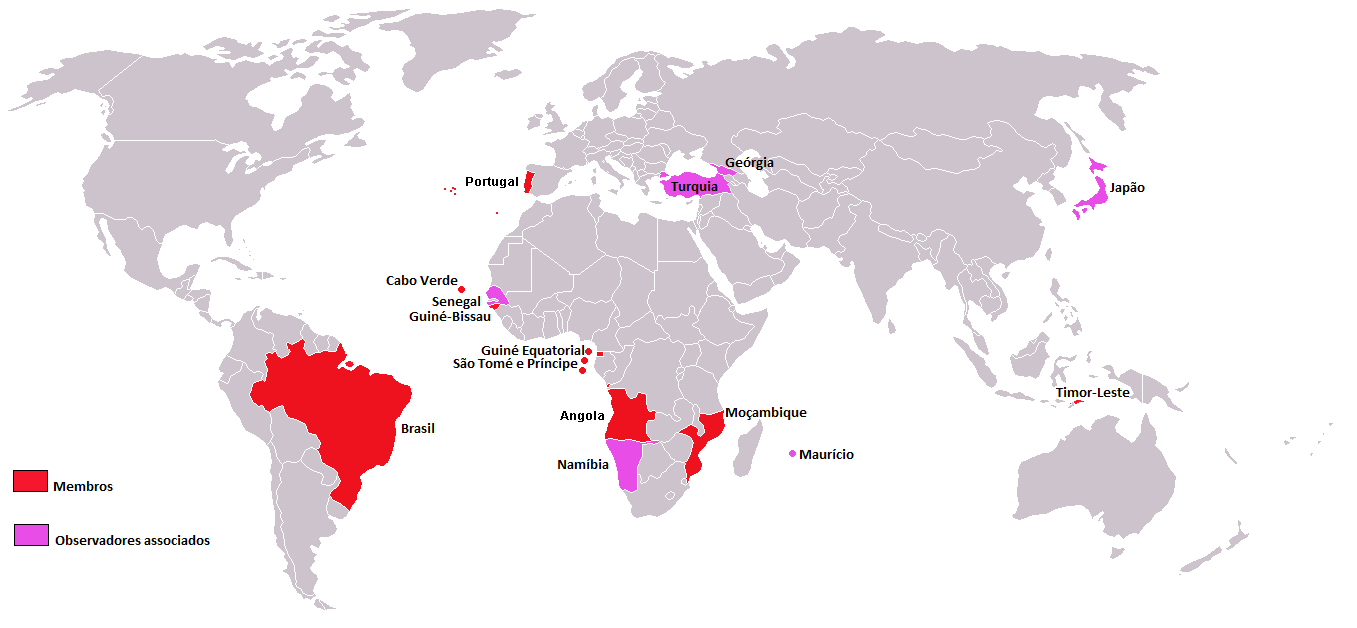
Karte der Mitglieder (rot) und Beobachterstaaten (rosa) der Gemeinschaft der portugiesischsprachigen Länder (CPLP) nach der Aufnahme Namibias als Beobachter 2014

Portugiesische Entdeckungsreisende waren Ende des 15. Jahrhunderts die ersten Europäer im heutigen Namibia. Diogo Cão kam als erster Europäer 1486 im heutigen Namibia an. Am Kreuzkap erreichte er den südlichsten Punkt seiner zweiten Reise, und er setzte hier einen Padrão als Zeichen der portugiesischen Hoheit. Möglicherweise starb er danach auch hier. 1893 brachte das Deutsche Reich das Steinkreuz nach Berlin, 2019 kündigte Deutschland die Rückgabe an Namibia an.
Nach Cão erreichte auch Bartolomeu Dias das heutige Namibia, erforschte die Küste und setzte 1488 hier ebenfalls ein portugiesisches Steinkreuz, diesmal weiter südlich an der Diaz-Spitze in der Lüderitzbucht. Portugal errichtete danach keine Stützpunkte hier, zu unwirtlich war die Landschaft. Auch in den folgenden Jahrhunderten ließen sich daher keine europäischen Siedler hier nieder, lediglich die Walvis Bay wurde von portugiesischen und anderen Walfängern regelmäßig angelaufen.
Erst im 19. Jahrhundert kamen verstärkt europäische Siedler hierher, neben Engländern und Deutschen auch Portugiesen. Im Zuge des Wettlaufs um Afrika wurde das Gebiet dann als Deutsch-Südwestafrika deutsche Kolonie, während das nördlich angrenzende Angola portugiesisch blieb. Bei Ausbruch des Ersten Weltkriegs 1914 war Portugal neutral, dennoch kam es noch vor der deutschen Kriegserklärung an Portugal (1916) zu Zusammenstößen zwischen deutschen und portugiesischen Kräfte im Grenzgebiet zwischen dem heutigen Namibia und Angola, darunter der Kampf um Naulila.
Danach kam das heutige Namibia unter südafrikanische Verwaltung, ohne die von den Vereinten Nationen geforderte Unabhängigkeit zu erhalten. Während sich im portugiesischen Angola aus den dortigen Unabhängigkeitsbestrebungen ab 1961 der Portugiesische Kolonialkrieg entwickelte, nahm in Namibia die dortige Unabhängigkeitsbewegung, die 1960 gegründete SWAPO, den bewaffneten Kampf erst langsam auf. Ihr militärischer Arm, die People’s Liberation Army of Namibia, agierte nach der Unabhängigkeit Angolas 1975 dann auch von der ehemaligen portugiesischen Kolonie aus. Zuvor unterhielten die rechtsgerichtete koloniale Estado-Novo-Diktatur Portugals und das autoritäre Apartheidsregime Südafrikas hier gute Beziehungen. Nach der linksgerichteten Nelkenrevolution (1974) näherte sich die neue portugiesische Regierung den afrikanischen Unabhängigkeitsbewegungen an, auch der SWAPO. Auf der Festa do Avante! etwa, der von der portugiesischen kommunistischen Partei organisierten jährlichen Großveranstaltung, ist die SWAPO bis heute zu Gast.
Nach Ausbruch des angolanischen Bürgerkriegs 1975 flohen portugiesischstämmige Siedler in großer Zahl auch über Namibia, wo sich ein Teil von ihnen nun dauerhaft ansiedelte.
Erst nach 1988 änderte Südafrika nach zunehmendem internationalen und inneren Druck seine Haltung. Am 9. April 1989 kam der Portugiese João José Gomes Caetano da Silva als diplomatischer Beobachter für den Übergangsprozess zur Unabhängigkeit Namibias her und war damit der erste Vertreter Portugals in Namibia. In der Unterstützungseinheit der Vereinten Nationen für die Übergangszeit waren auch portugiesische Kräfte in Namibia stationiert.
1990 erreichte Namibia schließlich seine Unabhängigkeit. 1991 nahmen Namibia und Portugal diplomatische Beziehungen auf. Am 22. November 1991 nahm die Botschaft Portugals in Windhoek offiziell ihre Arbeit auf.
Im Jahr 1995 schlossen Namibia und Portugal ein Luftfahrtabkommen. 2012 folgte eine Übereinkunft über diplomatische Konsultationen zwischen dem namibischen und dem portugiesischen Außenministerium und die Einführung von Portugiesischunterricht in Namibia.
2014 erhielt Namibia Beobachterstatus in der Gemeinschaft der Portugiesischsprachigen Länder.

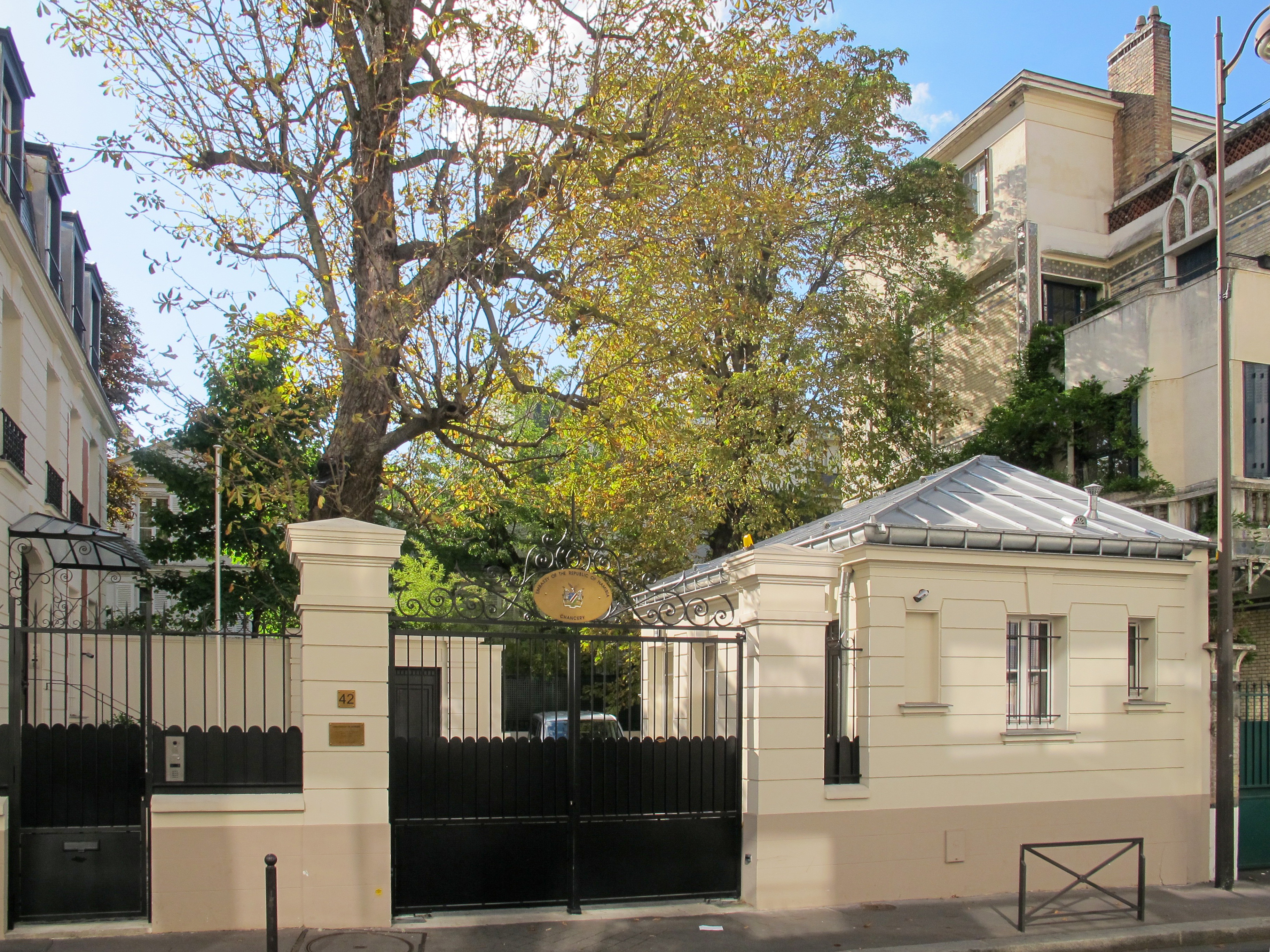
Die namibische Botschaft in Paris, zu deren Amtsbezirk Portugal gehört.

## Diplomatie
Namibia unterhält keine eigene Botschaft in Portugal, der namibische Botschafter in Paris ist auch für Portugal zuständig. In der portugiesischen Hauptstadt Lissabon ist ein Honorarkonsulat Namibias eingerichtet, ein weiteres besteht in Porto im Namibia House.
Portugal unterhält eine Botschaft in der namibischen Hauptstadt Windhoek. Portugiesische Konsulate darüber hinaus sind in Namibia nicht eingerichtet.

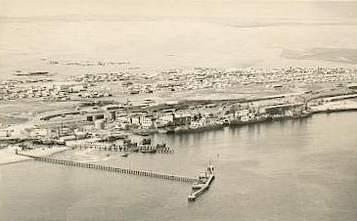
Der Hafen von Walvis Bay (1910): Fischexporte bestimmen traditionell die Ausfuhren Namibias nach Portugal, von wo vor allem Treibstoff nach Namibia kommt.

## Wirtschaft
Im Jahr 2020 belief sich der bilaterale Warenhandel auf 28,903 Mio. Euro, mit einem Handelsbilanzüberschuss zu Gunsten Namibias von 7,591 Mio. Euro.
Die portugiesischen Warenexporte nach Namibia im Jahr 2020 betrugen 10,656 Mio. Euro, wovon die wichtigsten Produkte mit 81,1 % Kraftstoffe, 3,3 % pharmazeutische Produkte und 2,5 % Textilien waren.
Im gleichen Zeitraum exportierte Namibia Waren im Wert von 18,247 Mio. Euro nach Portugal, zu 95,7 % Fisch und Krustentiere.
Die portugiesische Außenhandelskammer AICEP unterhält ein Kontaktbüro an der portugiesischen Botschaft in Windhoek, das Land wird zudem auch von der AICEP-Niederlassung in Südafrika betreut. In Lissabon besteht zudem seit 1992 eine namibisch-portugiesische Handelskammer.

## Kultur
Das portugiesische Kulturinstitut Instituto Camões ist in Namibia u. a. mit einem Sprachzentrum in Windhoek und einem Lektorat an der Universität von Namibia vertreten.
Der angolanisch-portugiesische Schriftsteller, Regisseur und Anthropologe Ruy Duarte de Carvalho (* 1941 in Santarém (Portugal)) verbrachte seinen Lebensabend im namibischen Swakopmund, wo er 2010 auch starb.

## Portugiesische Sprache in Namibia
Seit Jahrhunderten lassen sich Portugiesen im heutigen Namibia nieder. Nach der Unabhängigkeit des nördlichen Nachbarn Angola 1975 und insbesondere nach dem folgenden Ausbruch des angolanischen Bürgerkriegs kamen portugiesische Siedler in größerer Zahl nach Namibia. Heute leben etwa 1.500 portugiesische Staatsangehörige und etwa 5.000 portugiesischstämmige Personen in Namibia, davon sind noch 447 selbst in Portugal geboren (Stand 2019).
Vor allem aber die Nachbarschaft zum portugiesischsprachigen Angola bewirkte zuletzt eine deutlich steigende Präsenz der portugiesischen Sprache in Namibia. So leben etwa 50.000 Angolaner legal und eine unbekannte Zahl illegal in Namibia (Stand 2019), und es reisen zahlreiche Angolaner regelmäßig aus geschäftlichen oder touristischen Gründen oder zur Gesundheitsbehandlung nach Namibia.
Portugiesisch ist zudem Amts- und Arbeitssprache sowohl der Afrikanischen Union als auch der Entwicklungsgemeinschaft des südlichen Afrika, in denen Namibia Mitglied ist, was die Bedeutung des Portugiesischen als Geschäfts- und Diplomatiesprache für Namibia erhöht.
2011 vereinbarten Namibia und Portugal eine verstärkte Zusammenarbeit in den Bereichen portugiesische Sprache und Lusitanistik, insbesondere zu nennen die Vereinbarungen zur Einführung des Portugiesischen in die Lehrpläne vor allem der Sekundarschulen in Namibia, die vor allem über Kooperationsprotokolle mit dem portugiesischen Kulturinstitut Instituto Camões realisiert werden. Von anfangs 280 Schülern (2011) stieg die Zahl der Portugiesisch Lernenden in Namibia in den ersten fünf Jahren bereits auf etwa 1.800 (2016).
Seit 2014 hat Namibia Beobachterstatus in der Gemeinschaft der Portugiesischsprachigen Länder.

## Sport

Vereinslogo des namibischen Julinho Sporting FC, das sich an den portugiesischen Klub Sporting Lissabon anlehnt.

### Fußball
Die namibische Fußballnationalmannschaft und die portugiesische Auswahl der Männer trafen bisher noch nicht aufeinander, ebenso noch nicht die namibische und die portugiesische Fußballnationalmannschaft der Frauen. Auch am Algarve-Cup haben die namibischen Frauen bisher noch nicht teilgenommen (Stand März 2022).
Einige Vereine Namibias wurden von Portugiesen gegründet oder nehmen Bezug auf Portugal, etwa Julinho Sporting FC, der von Sporting Lissabon inspiriert ist, oder Benfica Tsumeb, der sich in Name und Vereinsfarben auf Benfica Lissabon bezieht.

### Andere
Die namibische und die portugiesische Rugby-Union-Nationalmannschaft der Männer trafen bisher achtmal aufeinander, mit sechs namibischen und zwei portugiesischen Siegen (Stand April 2022).